# Īṣa Upaniṣad
La Īṣa Upaniṣad (Īśopaniṣad; devanāgarī: ईशोपनिषद्; anche Išāvāsya Upaniṣad) è il quarantesimo e ultimo kaṇḍa ("sezione") dello Vājasaneyisaṃhitā inserito nello Śukla Yajurveda (Yajurveda bianco), ovvero attiene a quel testo che la tradizione attribuisce al ṛṣi Yājñavalkya. Quindi, a differenza delle altre Upaniṣad, la Īśopaniṣad è parte integrate della rispettiva saṃhitā del Veda.

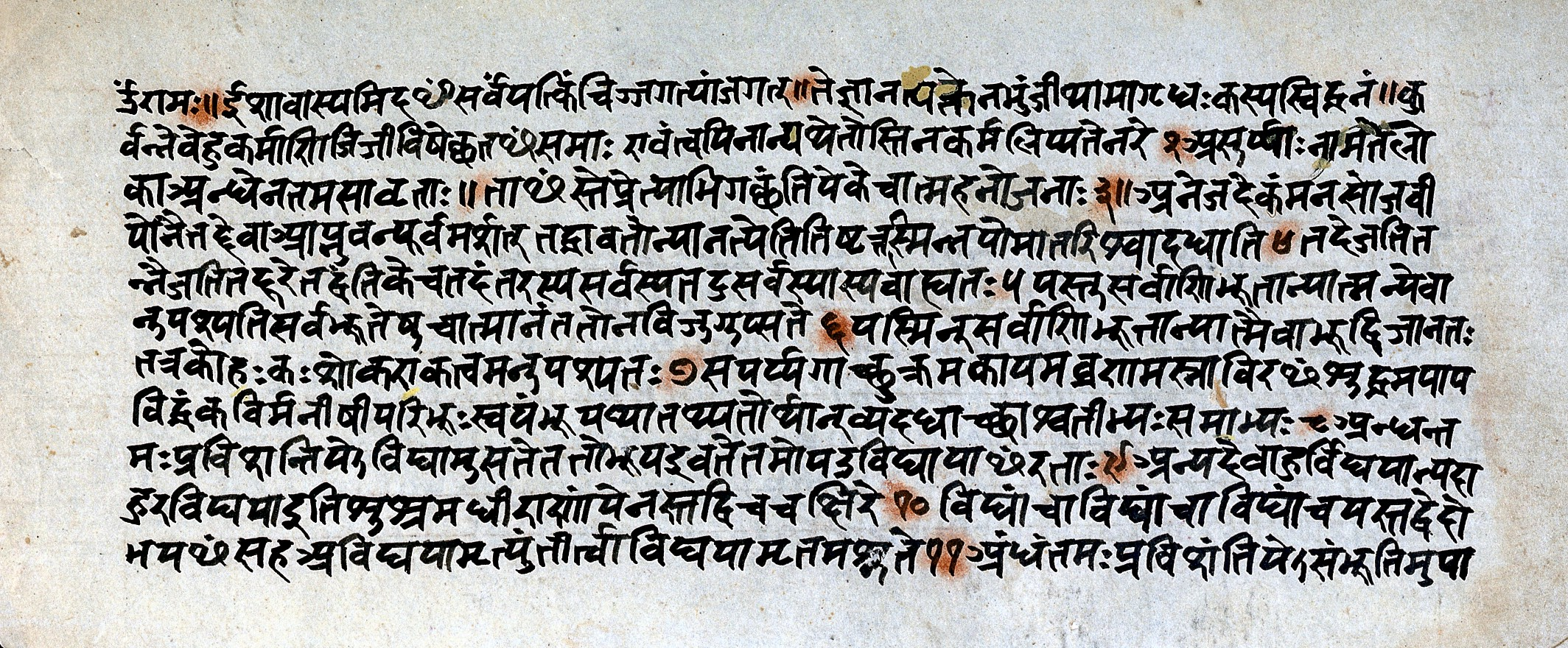
Pagina manoscritta della Īṣa Upaniṣad

La Īṣa Upaniṣad si compone di 18 versi (mantra) e, sia per i suoi contenuti sia per la presunta antichità, essa è in grandissima considerazione presso gli ambienti tradizionali hindū dove è solitamente inserita all'apertura di ogni antologia delle Upaniṣad .
Esistono due recensioni di questa Upaniṣad quella, forse più antica, detta dei Kāṇva e quella detta dei Mādhyandina.
Risalente probabilmente al VI-V secolo a.C., o successivo, comunque prima dell'era volgare, deve il suo nome, come quello di Išāvāsya Upaniṣad, alle sue prime parole: īśā vāsyam.
tena tyaktena bhuñjīthā mā gṛdhaḥ kasya sviddhanam»
(Īṣa Upaniṣad, I,1; trad. Carlo Della Casa in Upaniṣad. Torino, UTET, 1976, p. 347)
" Īṣa" ("Il Signore", la "Persona suprema"), vāsyam ("abita", "pervade", "veste"; vāsyam è il gerundio della radice verbale vas, ma ci sono diverse radici vas,  da qui la sfumatura di significato che il termine può assumere a seconda della scelta del traduttore o del lettore), idaṃ sarvaṃ ("tutto ciò"), yat kiñca ("qualsiasi cosa", "il mondo"), jagatyāṃ jagat ("che si muove").